# Фредрик Марч
Фредрик Марч (енгл. Fredric March; Расин, 31. август 1897 — Лос Анђелес, 14. април 1975) је био амерички филмски и позоришни глумац. Освојио је Оскар за најбољег главног глумца за улоге у филмовима Доктор Џекил и господин Хајд из 1932. и Најбоље године наших живота из 1946. године.

## Детињство и период пре глуме
Фредрик Марч је рођен у Расину, као Ернест Фредерик Мекинтајер Бикел, од мајке Коре која је радила као учитељица, и оца Џона који је био локални свештеник. Похађао је основну школу Винслоу (Winslow Elementary School), затим средњу школу у Расину и универзитет Висконсин-Медисон (University of Wisconsin–Madison). Након завршетка факултета запослио се као банкар, али је због операције слепог црева морао да напусти посао. Убрзо почиње да ради као статиста у филмовима сниманим у Њујорку, користећи име Марчер. Године 1926, први пут је заиграо на Бродвеју, а већ крајем деценије потписао је уговор за продукцијску кућу Paramount Pictures.

## Каријера
Марч је 1930. први пут био номинован за Оскара за комедију Краљевска бродвејска породица, а већ следеће године је добио истог за двоструку улогу у филму Доктор Џекил и господин Хајд. Потом је ангажован за још неколико филмова, од којих је најпознатији Јадници — адаптација Игоовог романа. У филму Звезда је рођена са Џенет Гејнор, играо је главну мушку улогу и за њу је трећи пут био номинован за Оскар.
Фредрик Марч је био један од малобројних глумаца тог периода који ни по коју цену нису потписивали дугорочне уговоре са филмским кућама. Имао је слободу да бира, прихвата и одбија улоге, а нарочито је избегавао типизиране ликове. Након филма Звезда је рођена, вратио се на Бродвеј са представом Твој послушни муж, и неколико наредних година остао на њему. У размаку од десет година добио је две Тони награде: прву 1947, за представу Years Ago и другу 1957. за Дуго путовање у ноћ. Међутим, тих десет година упоредо је снимао и филмове, од којих су најпопуларнији били Ожених се вештицом, Александар Велики и Човек у сивом фланелском оделу. За филм Најбоље године наших живота из 1946. године, добио је свог другог Оскара. Пет година касније играо је у филму Смрт трговачког путника, за који је на Филмском фестивалу у Венецији добио Волпи пехар за најбољег глумца. У Америци је за ову улогу награђен Златним глобусом, док Награду BAFTA и пети по реду Оскар није добио. За пар последњих филмова у својој каријери поново је био номинован за Златни глобус — за филмове Поноћ и Седам дана у мају, док је за филм Пожњеће буру добио Сребрног медведа за најбољег глумца на Берлинском филмском фестивалу 1960. године.
Марч је три пута био номинован за Еми за најбољег глумца у мини-серији или филму (The Best of Broadway, Shower of Stars, Producers' Showcase), али није добио ниједног.

## Приватни живот
Марч је, од 1930. године па до своје смрти, живео у градићу Њу Милфорд, у Конектикату. У његовој кући су пре њега живели драматург Лилијан Хелман и политичар и дипломата Хенри Кисинџер. Године 1925, венчао се са Елис Бејкер, а развели су се две године касније. Исте, 1927. године, венчао се са глумицом Флоренс Елдриџ, са којом је имао двоје усвојене деце. Подржавао је Демократску странку. Умро је 14. априла 1975. године од рака простате, а сахрањен је у граду у коме је живео.

## Филмографија
| Улоге Фредрика Марча |                              |               |                              |          |
| Година               | Српски назив                 | Изворни назив | Улога                        | Напомена |
| 1931.                | Доктор Џекил и господин Хајд |               | др Хенри Џекил / Едвард Хајд |          |
| 1937.                | Звезда је рођена             |               | Норман Мејн                  |          |
| 1946.                | Најбоље године наших живота  |               | Ал Стивенсон                 |          |
| 1955.                | Часови очаја                 |               | Ден Хилјард                  |          |
| 1956.                | Александар Велики            |               | Филип II Македонски          |          |